# شک‌گرایی علمی

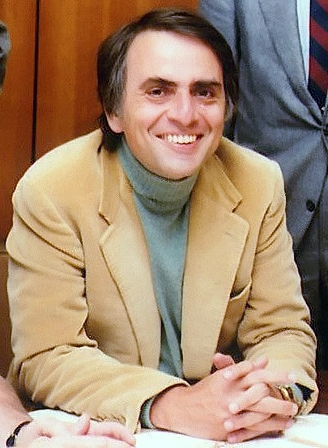
کارل سیگان مبدع اصطلاح شک‌گرایی علمی

شک‌گرایی علمی استفاده از روش تحقیق و پرسش است، دربارهٔ اینکه آیا ادعاها توسط تحقیقات تجربی و تکرارپذیر مورد قبول واقع می‌شوند. این دیدگاه بخشی از هنجار روش‌شناسانه «گسترش دانش تصدیق‌شده» است.
شک‌گرایی علمی، گاهی شک‌گرایی خردگرایانه یا تحقیق شک‌گرا خوانده می‌شود. اصطلاح شک‌گرایی علمی نخستین بار در کتاب تماس و سپس در کتاب میلیاردها و میلیاردها نوشتهٔ کارل سیگن آورده شد.
شک‌گرایی علمی با شک‌گرایی فلسفی تفاوت دارد، که در آن قابلیت ما در ادعای دانستن هر چیز در مورد طبیعت جهان و نحوهٔ دریافت ما از آن را به پرسش می‌گیرد. شک‌گرایی جدید توسط پاول کورتز شک‌گرایی علمی تفسیر می‌شود. به نظر شعبده‌باز شک‌گرا جیمی آیان سوئیس شک‌گرایی علمی به معنی «چگونه فکر کنیم است، نه به چه فکر کنیم».